# Stamatis Kraounakis
Stamatis Kraounakis ( en griego: Σταμάτης Κραουνάκης) es un compositor y productor de música, escritor y director de teatro. Nació en Atenas y estudió Ciencias Sociales y Políticas en la Universidad Panteion. Ha compuesto música para más de 40 álbumes y 50 obras de teatro.

## Biografía
Stamatis Kraounakis estudió música con Klelia Terzakis e hizo su aparición en 1978, escribiendo la música para el álbum A Spiti Tou Agamemnona. Un año antes, hizo su debut en teatro, con la música para  Varieme (1977). En 1981 hizo su primera colaboración importante, con la música para el álbum Skouriasmena Hilia (Σκουριασμένα χείλια).
En la Universidad Panteion,  Stamatis Kraounakis conoció a la poetisa Lina Nikolakopoulou, con la que produjo más de 80% de su trabajo. En octubre de 1985 crearon el álbum Kikloforo Ki Oploforo con Alkistis Protopsalti como cantante principal, vendiéndose más de 200.000 copias y está considerado uno de los discos de pop clásicos del siglo XX en Grecia.
Desde 1982 Stamatis Kraounakis tiene una permanente presencia en la música griega y ha colaborado con un número de cantantes griegos importantes, como Manolis Mitsias, Dimitra Galani, Tania Tsanaklidou, Eleftheria Arvanitaki, mientras ha introducido a cantantes nuevos, como Kostas Makedonas, Dimitris Base, Stelios Dionisiou, y Polina Misailidou.